# Pneumotorax
Pneumotoraxul (denumit și plămâni colabați) este rezultatul acumulării de aer în spațiul dintre plămâni și peretele toracic, în așa numitul spațiu pleural (colecție intrapleurală de aer). Aerul poate pătrunde în pleură fie plecând de la bronhii, fie de la peretele toracic. Cu cât cantitatea de aer acumulată în cavitatea pleurală crește, cu atât crește și presiunea exercitată asupra plămânilor, determinând colapsul (denumit și colabare). Colapsul împiedică plămânii să se destindă adecvat în momentul inspirului, determinând scurtarea respirației și junghi toracic. Pneumotoraxul poate deveni amenințător pentru viață dacă presiunea din torace împiedică plămânii să aducă în sânge cantitatea necesară de oxigen.

## Cauze
Pneumotoraxul este determinat, de obicei, de un traumatism la nivelul toracelui, cum ar fi de exemplu o fractură costală, o plagă înțepată sau împușcată, sau de o manevră medicală, cu interesarea cel puțin a pleurei parietale (denumit și pneumotorax secundar). Poate, de asemenea, debuta brusc, fară o cauză aparentă (pneumotorax spontandenumit și pneumotorax primar), ca urmare a unei afecțiuni pulmonare, cum ar fi Tuberculoză , chisturile aeriene, pneumoconiozele, emfizemul pulmonar.
Pnemotoraxul spontan poate rezulta ca urmare a afectării pulmonare determinate de boli, cum ar fi boala pulmonară obstructivă cronică, astm bronșic, fibroza chistică și pneumonia. Poate, apărea, de asemenea și la persoanele fără boli pulmonare. Acest lucru se întâmplă în cazul în care un chist umplut cu aer se rupe și conținutul aerian se eliberează în spațiul pleural.
Persoanele fumătoare sunt mult mai susceptibile de a face pneumotorax spontan, față de cele nefumătoare. De asemenea, cu cât se fumează mai multe țigarete pe zi, cu atât cresc șansele de a face pneumotorax.

## Simptome
Simptomele depind de severitatea pneumotoraxului. În cazuri minore, nu determină nici un fel de simptome. În cazurile severe, simptomele se dezvoltă rapid și pot duce la șoc cardio-respirator.
Debutul bolii este de obicei brutal, chiar dramatic, cu ocazia unui efort, tuse violentă sau fără cauză aparentă. Se caracterizează prin junghi atroce, localizat submamelonar și iradiind în umăr și abdomen, urmat imediat de dispnee progresivă, intensă, și tuse uscată, chinuitoare. Apar rapid semne de șoc sau asfixie, fața palidă, apoi cianotică, respirație rapidă și superficială, puls mic, bradicardie , tensiune arterială coborâtă, anxietate. Examenul fizic arată mărirea hemitoracelui respectiv, cu lărgirea spațiilor intercostale, vibrații vocale abolite, hipersonoritate și tăcere la auscultatie.
O formă clinică deosebită este pneumotoraxul sufocant sau cu supapă, care apare când perforația pleuropulmonară permite intrarea aerului în inspirație în pleura, dar nu și ieșirea lui în expirație. Dacă nu se intervine prompt și energic, bolnavul moare prin asfixie.
Simptomele se pot agrava dacă este schimbată altitudinea (de exemplu, zborul cu avionul sau coborârea la adâncime).
O complicație gravă a pneumotoraxului este Cordul pulmonar acut, prin obstacolul intens și violent impus inimii drepte.

## Diagnostic

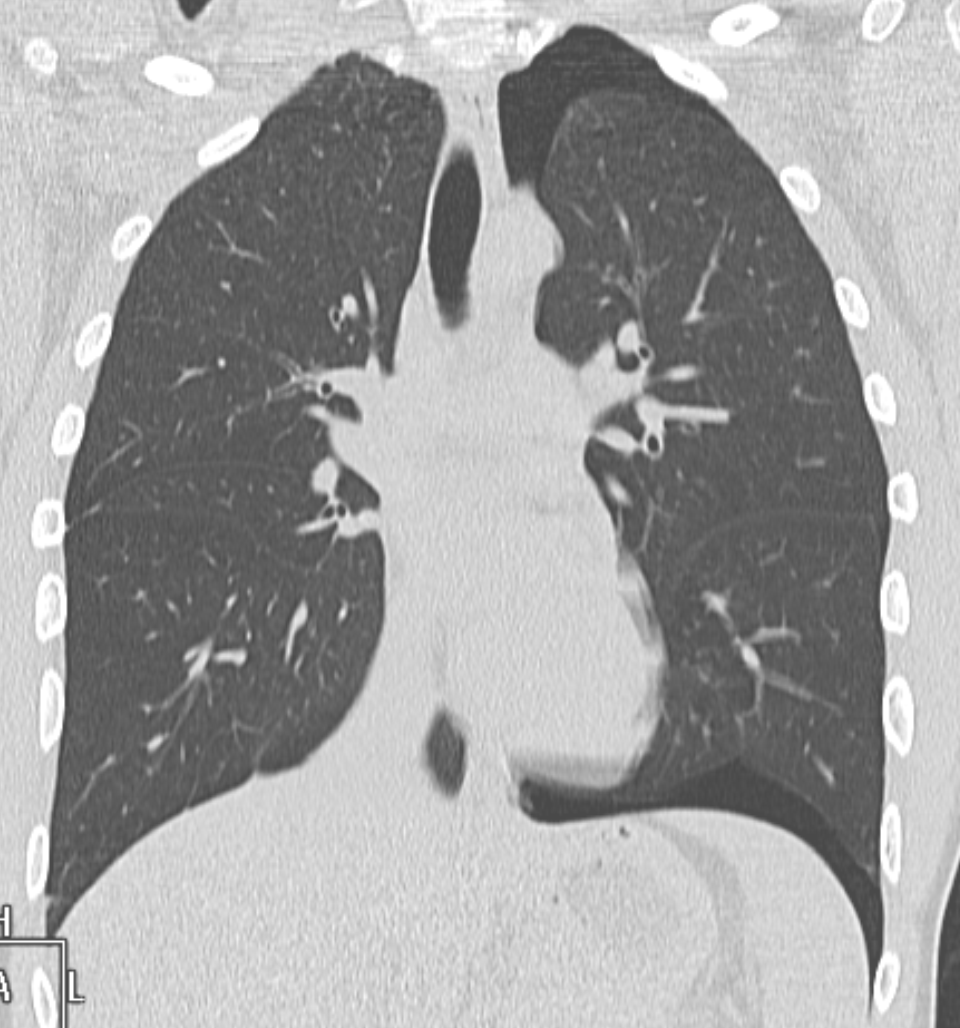
Pneumotorax spontan la un bărbat tânăr. CT

Diagnosticul se bazează pe apariția brutală a dispneei, durerea toracică violentă și atroce, fenomenele grave de asfixie, abolirea vibrațiilor vocale, hipersonoritate și tăcere la auscultație. În cele mai multe cazuri, pentru diagnostic se folosește radiografia toracică. Medicul specialist poate recomanda, de asemenea, analize sangvine care măsoară nivelul oxigenului din sânge. Tomografia computerizata (CT) sau ecografia pot fi necesare la diagnosticul severității bolii și la alcătuirea schemei de tratament.

## Tratament
Pneumotoraxul minor necesită uneori doar observarea bolnavului de către un medic. Tratamentul constă în calmarea durerii cu Algocalmin, Plegomazin și, exceptional, Mialgin sau opiacee (morfina, Dilauden-atropina, Pantopon), calmarea tusei cu codeină sau dionină și Tratamentul șocului când apare (pentetrazol, Nicetamid, Effortil, cofeină); repaus la pat și repaus vocal. În unele cazuri, poate fi necesar oxigenul, administrat pe mască facială.
Cazurile mai severe, când fenomenele asfixice sunt grave, se tratează prin introducerea unui ac sau a unui tub în cavitatea toracică și exuflație decompresivă.
Ambele proceduri eliberează presiunea intrapulmonară și permit destinderea adecvată a plămânilor.
În cazul în care tratamentul inițial nu este eficient, sau dacă pneumotoraxul se reinstalează, poate fi necesară și o intervenție chirurgicală. Cu toate acestea, deoarece intervenția chirurgicală nu este lipsită de riscuri, cei mai mulți medici specialiști recomandă această metodă de tratament doar după mai mult de o recidivă a pneumotoraxului.